# افرای باریک‌برگ
افرای باریک‌برگ (نام علمی: Acer gracilifolium) نام یک گونه از سرده افرا است.